# Margattea nebulosa
Margattea nebulosa es una especie de cucaracha del género Margattea, familia Ectobiidae. Fue descrita científicamente por Shelford en 1907.
Habita en Borneo.